# Клиц (Мекленбург-Западна Померанија)
Клиц (њем. Klütz) град је у њемачкој савезној држави Мекленбург-Западна Померанија. Једно је од 91 општинског средишта округа Нордвестмекленбург. Према процјени из 2010. у граду је живјело 3.077 становника. Посједује регионалну шифру (AGS) 13058054.

## Географски и демографски подаци
Клиц се налази у савезној држави Мекленбург-Западна Померанија у округу Нордвестмекленбург. Град се налази на надморској висини од 12 метара. Површина општине износи 44,1 km². У самом граду је, према процјени из 2010. године, живјело 3.077 становника. Просјечна густина становништва износи 70 становника/km².